# Aplonobia citri
Aplonobia citri är en spindeldjursart som beskrevs av Meyer 1974. Aplonobia citri ingår i släktet Aplonobia och familjen Tetranychidae. Inga underarter finns listade i Catalogue of Life.